# Зурландт, Иоганн Генрих
Иога́нн Ге́нрих Зу́рландт (нем. Johann Heinrich Suhrlandt; 1742—1827) — немецкий придворный художник великого герцога Мекленбурга Фридриха Франца I, отец Рудольфа Зурландта.

## Биография
Родился 30 марта 1742 года в Шверине.
Был придворным художником Фридриха Франца I. Главной его работой является роспись ретабло, начатого другим придворным художником — Иоганном Финдорфом (нем. Johann Dietrich Findorff) — «Verkündigung der Geburt Christi an die Hirten durch den Engel Gabriel» в церкви города Людвигслюста. После смерти Финдорфа он расписывал нижнюю часть картины (работа была закончена через 30 лет после её начала).
Умер 1 января 1827 года в Людвигслюсте.
Зурландт был женат на младшей дочери Пауля Шмидта, мастера по строительству органов. В семье было трое сыновей, один из которых стал лучшим портретистом своего времени.